# ライナルト (ユーリヒ公)
ライナルト（ドイツ語：Rainald, 1365年ごろ - 1423年6月25日）またはレイナウト4世（オランダ語：Reinoud IV）は、ユーリヒ公（ライナルト1世）およびゲルデルン公（レイナウト4世、在位：1402年 - 1423年）。

## 生涯
ライナルトはユーリヒ公ヴィルヘルム2世と、ゲルデルン公レイナウト2世の娘マリアの息子である。1402年に兄ヴィルヘルム3世が嗣子なく死去し、ユーリヒ公位およびゲルデルン公位を継承した。
新たに台頭したブルゴーニュをオランダ地域に封じ込めることがライナルトの政治目的であったが、最終的には失敗に終わった。統治能力においてライナルトは明らかに兄ヴィルヘルムより劣っていた。治世の初めにはすでに80,000フローリンの借金があり、1397年にクレヴァーハムの戦いで捕らえられたため、身代金をクレーフェ伯アドルフ2世に支払わなければならなかった。このために、ライナルトはエメリッヒの町とリーマースを抵当に入れた。
ライナルトは1400年にループレヒトがローマ王に選出される際に支持し、オルレアン公ルイと同盟を結んだ。1401年、ライナルトはツェルホルスト城を委ねられ、1404年にはマリー・ダルクールと結婚した。1405年、弟のヴィルヘルムとともにフランス王シャルル6世の家臣となった。1406年、ライナルトはヴィッテルスバッハ家のホラント伯・エノー伯と同盟を結び、ヴァロワ＝ブルゴーニュ家のアントワーヌがブラバント公位につくのを防ごうとしたが失敗し、同盟の崩壊につながった。ホラントとの戦いにおいて義弟ヤン・ファン・アルケルを支援し、ライナルトは1409年にホルクムを手に入れたが、1412年に金銭的補償と引き換えに手放した。借金が増えると、ライナルトは領内の特権を刷新し拡大させることを余儀なくされた。
ゲルデルン伯領内では、ライナルトの統治について不満を募らせていたが、その統治はいいかげんで専制的であるとみなされており、ライナルトはゲルデルンよりもユーリヒの方を好んだ。15年間の支配の後、ライナルトが兄と同様に嗣子が得られないことが明らかとなったとき、ゲルデルン公領の騎士と町は互いに承認した領主のみを相続人として認めるという合意を1418年に結んだ。ライナルトは1423年に嗣子なく死去し、ゲルデルン伯レイナウト2世が寄進したカルトゥジオ会修道院の兄の隣に埋葬された。ユーリヒ公位は従兄弟の子にあたるベルク公アドルフ（ユーリヒ家の分家出身）が継承し、ゲルデルンはライナルトの妹ヨハンナの孫であるアルノルト・ファン・エフモントを公爵に選んだ。

## 家族
1405年にアルクール伯・オマール伯ジャン6世の娘マリーと結婚した。この結婚で子供は生まれなかった。マリーの時祷書が現存する。
ライナルトには公位の継承権のない数人の庶子がいた。
- ヴィルヘルム（1439年没） - ヴァハテンドンク領主、バーテンブルグ領主（1413年 - 1432年）、1416年12月13日に認知された。1410年1月5日にヴァハテンドンク領主アルノルト3世とヴィルヘルマ・フォン・ビューレンの娘ヨハンナ（1415年没）と結婚。1415年にハイスベルト・ファン・ブロンクホルストとマルガレータ・ファン・ヘーメンの娘ヘルマンナ（1439年以降没）と再婚。
- ヴィルヘルム（1421年没） - グラートバッハ修道院長、
- エドゥアルト・フォン・ベル - 1419年よりハップス領主、1447年よりユルディンゲンの質権領主、1473年よりヒュルヒラートの代官（Amtmann）。1410年にアーネムにおいてウィレム・ファン・アーネムの娘と結婚。1418年5月1日にベルのフォークトであるゲラルト・フォン・シャル＝リアウクールの娘スティナと再婚。
- ライナルト・フォン・ギューリヒ - 1410/15年に騎士ロスト・フォン・ディスターニヒの娘アルフェラーデと結婚[4]。ギューリヒ（Gülich）家の祖。
- アライト
- アルフェラーデ